# Mark Gonzales
Mark Andrew Gonzales (* 1. Juni 1968 in South Gate, Kalifornien), auch bekannt als The Gonz, ist ein US-amerikanischer Skateboarder und Künstler. Er ist in der Skateboardszene als Pionier des Streetskatens bekannt.

## Werdegang als Skateboarder
Im Alter von 13 Jahren kam Gonzales mit der Skateboard-Szene in Kontakt. Er hatte einen neuen, komplett anderen Zugang zum damaligen Street-Skating, was ihm im November 1984 ein Titelfoto auf dem Magazin Thrasher einbrachte. Damals wurde er von der Firma Alva Skateboards gesponsert. Sein nächster Sponsor wurde die Firma Vision Skateboards.
1986 war Gonzales der erste Skateboarder, der mittels Ollie ein großes Hindernis (Gap) überwand. Dieser Ollie ereignete sich in San Francisco, am damaligen Embacadero Plaza. Mit einem Schlag wurde dieser Platz bei den Skateboardfahrern ein Geheimtipp, die Stufen bald als „Gonz Gap“ bekannt. Im selben Jahr gelang es Gonzales außerdem, gemeinsam mit dem Skater Natas Kaupas die ersten Stufengeländer (Handrails) zu skaten. Ein weiterer Meilenstein von Gonzales war es, „switch stance“ zu skaten, was das Fahren in entgegengesetzter Fußstellung bezeichnet.
1991 löste Gonzales erneut eine Modernisierungswelle im Skateboarding aus. Basis für diesen damaligen Hype war das Skateboard-Video Video Days, das er mit seiner um 1989 gegründeten Firma Blind Skateboards veröffentlichte.
1993 war Gonzales der erste Skater, der das Gonz Gap am Embacaderos mit einem Kickflip überwand.
Mark Gonzales ist heute noch ein aktiver Skateboarder.

## Karriere als Künstler
Parallel zum Skateboarden begann Mark Gonzales auch zu zeichnen und zu malen. Unter anderem wurden seine Arbeiten in der Alleged Gallery und in der Hournal Gallery (hier gemeinsam mit Skateboard-Pionier Christian Hosoi) in New York ausgestellt. Gonzales entwirft außerdem Designs für die „Gonz Country“-Bekleidungslinie, die in Japan erhältlich ist.
Gonzales trat in einigen Filmen auf. Er schrieb Geschichten, die im Thrasher Magazine publiziert wurden und brachte das Buch Broken Poems heraus. 
2007 produzierte Gonzales das Skateboard-Video Gnar Gnar. Es wurde komplett im alten VHS-Format gefilmt. Das Video wurde auf 1000 VHS-Videokassetten limitiert.

## Ehrungen und Auszeichnungen
- 2006 „Legend Award“ vom Transworld Skateboarding-Magazin

## Filmographie
Schauspieler
- 1991: Video Days
- 1997: Gummo
- 1997: How They Get There
- 2001: Southlander: Diary of a Desperate Musician
- 2014: Atlas Electric (Fernsehfilm)

Drehbuch
- 1997: How They Get There